# Журавльов Віктор Ізидорович
Віктор Ізидорович Журавльов (нар. 28 жовтня 1932, Миколаїв, СРСР — пом. 1 травня 1996, Миколаїв, Україна) — радянський футболіст, нападник, тренер. Майстер спорту СРСР (1952).

## Життєпис
У футбол почав грати в місцевій ДЮСШ у 1947 році. Перший тренер — В. І. Восковський. Виступав за аматорський команди міста Миколаєва в першості УРСР.
Влітку 1951 року був запрошений в «Динамо» (Київ). Дебютував у Класі «А», вийшовши на заміну в грі з «Динамо» (Ленінград). Усього в вищій лізі провів 19 ігор, забив 3 м'ячі. У 1952 році в складі «Динамо» ставав срібним призером чемпіонату. У 1956 році переїхав до Станіслава. У складі місцевого «Спартака» учасник перехідних матчів за вихід до класу «А».
У 1958 році Віктор повертається до Миколаєва. За «Авангард» / «Суднобудівник» проводить понад 100 матчів. Стає найкращим бомбардиром команди в 1958, 1960 і 1961 роках. Виводить «корабелів» на матчі з капітанською пов'язкою. Двічі у складі миколаївської команди стає бронзовим призером зони (1958 і 1959). У 1960 році займає в зоні перше місце, стає срібним призером чемпіонату УРСР.
У 1962—1963 роках — граючий тренер «Динамо» (Хмельницький), в 1964—1965 роках — тренер «Суднобудівника». Далі відійшов від футболу і понад 20 років пропрацював слюсарем у ПО «Зоря».

## Досягнення
- Чемпіонат СРСР
  -  Срібний призер (1): 1952

- Чемпіонат УРСР
  -  Срібний призер (1): 1960